# Faith Baldwin
Faith Baldwin (New Rochelle, 1º ottobre 1893 – Norwalk, 18 marzo 1978) è stata una scrittrice statunitense.

## Biografia
Faith Baldwin è nata nel 1893 da una facoltosa famiglia a New Rochelle da dove in seguito si è trasferita nel prestigioso quartiere di Brooklyn Heights a New York.
Qui ha vissuto un'infanzia con uno stile di vita particolarmente agiato che ha influito sulla sua impostazione culturale e nel suo successivo lavoro come scrittrice.
Ha iniziato a leggere e scrivere all'età di soli 3 anni per inviare lettere di ammirazione alle più famose attrici dell'epoca che talvolta aveva
occasione di conoscere personalmente.
Abituata ad un ambiente lussuoso nel 1914 si recò a Dresda in Germania per motivi di studio per poi ritornare negli Stati Uniti nel 1916
dopo l'inizio della prima guerra mondiale.
Mentre prestava servizio presso un campo di addestramento di combattimento americano, incontrò il suo futuro marito Hugh H. Cuthrell, allora pilota della marina statunitense che poi sposò nel 1920, iniziando poi la sua attività di scrittrice.
Nel 1921 pubblicò il suo primo romanzo intitolato "Mavis of Green Hill", in lingua inglese.
A questo, ne seguirono numerosi altri e nel 1927 pubblicò un lungo romanzo a puntate presso una rivista femminile che le diede molta notorietà e successo soprattutto tra le lavoratrici del ceto medio della borghesia che alternavano la propria quotidianità tra carriera e famiglia.
I suoi libri erano caratterizzati da contenuti semplici che consentivano a normali lettori di identificarsi con facilità nel ruolo dei personaggi protagonisti, con lieto fine assicurato.
Nel 1935 un articolo della rivista Time la descriveva come l'autrice di romanzi rosa più pagata in America, raggiungendo l'apice della popolarità nel 1936.
Durante tutta la sua carriera letteraria ha scritto circa 85 libri tradotti in quasi tutte le principali lingue del mondo, alcuni dei quali hanno
ottenuto anche versioni cinematografiche, e innumerevoli racconti su riviste.
In particolare, in concomitanza all'entrata dell'Italia nella seconda guerra mondiale, nell'estate del 1940 venne pubblicato in lingua italiana il romanzo "Il dottor Davide" edito da Mondadori nella collana Superpalma che presto ottenne una notevole diffusione tra i giovani militari italiani appena arruolati che prestavano la guardia in postazioni solitarie e isolate, rimasti privi di comunicazioni dalla famiglia e privi di notizie da radio e giornali, trovando conforto e motivazione con una lettura facile e disimpegnata.
Nel dopoguerra, negli anni '50 la sua produzione di romanzi è continuata raggiungendo vendite per milioni di dollari.
Nel 1951, Faith Baldwin ha condotto un programma antologico televisivo settimanale intitolato "Faith Baldwin Romance Theatre".
Dal 1958 al 1965 scrisse degli interventi continuativi sulla rivista Woman's Day.
Continuò a scrivere fino alla sua morte avvenuta nel 1978.